# Йорданський університет
Йорданський університет або Університет Йорданії (араб. الجامعة الأردنية; часто скорочено UJ або JU) — громадський університет, розташований в Аммані (район Ель-Джубейга), столиці Йорданії. Заснований 1962 року. Найбільший і найстаріший заклад вищої освіти в Йорданії. Включає 25 факультетів і пропонує 91 бакалаврську програму та 161 програму післядипломної освіти. Проголошена головна стратегія та правило університету — бути глобальним та продуктивним у всіх галузях освіти.
Університетський район, де розташований Йорданський університет, вважають однією з найрозвиненіших частин Аммана з багатою історією освіти, культури та високою густотою населення.
За роки існування університет дуже зріс. Від 35 000 студентів на момент заснування на початку 2000-х років, кількість студентів зросла на середину 2010-х до 45 000 і на 2019 рік перевищила 50 000. Маючи багату історію випуску понад двохсот тисяч осіб, університет відіграв значну роль у формуванні суспільства Йорданії та сусідніх регіонів. Заклад також може похвалитися різноманіттям студентства: 12 % студентів — іноземці, які навчаються за міжнародною програмою. Крім того, в університеті є близько 1600 викладачів, третина з яких має професорські ступені американських, європейських, азійських та арабських університетів, а також є випускниками самого Йорданського університету.
Щодо міжнародного визнання, університет посів перше місце на місцевому рівні та 368 місце у світовому рейтингу QS World University Rankings 2025. Це досягнення ще більше зміцнює його позиції як провідної установи в академічному середовищі.

## Розташування кампусу
1962 року для будівництва свого кампусу університету вибрано район Ель-Джубейга. Ділянка, розміщена на північ від Аммана, мала достатньо простору, мальовничі краєвиди, прикрашені стародавніми кипарисами та соснами, і центральне розташування, неподалік від визначних пам'яток Йорданії.
Охоплюючи площу 1200 дунамів (1,20 км2), кампус університету є центральною точкою Ель-Джубейги. Район перетинає Університетська вулиця Аммана. Ця жвава вулиця — важлива сполучна ланка між Східним і Західним Амманом, де розташовані численні кав'ярні, ресторани, готелі та студентські будинки, є популярним місцем відпочинку молоді.
Кампус має дванадцять воріт: одні на південному боці, по двоє — на східному й північному та сім на західному боці, зокрема з боку Університетської вулиці, на якій розташований головний вхід. Для студентських транспортних засобів діють чотири стоянки: біля Коледжу мистецтв на півдні, поруч із приймально-реєстраційним відділом біля Університетської вулиці, поруч із Педагогічним коледжом біля північних воріт та Наукова стоянка на далекосхідному краї наукових коледжів.

## Історія
До заснування Йорданського університету жителі Йорданії постійно вимагали будівництва університету. Тоді, в 1950-х роках, більшість йорданських студентів здобували вищу освіту за кордоном. 1962 року делегація британської армії зустрілася з командуванням йорданської армії, щоб обговорити умови допомоги від британського уряду, зокрема й щодо створення університету. Перед тим, як король Хусейн бін Талал видав королівський указ, він вів переговори з прем'єр-міністром Васфі ат-Талем щодо заснування університету, і вони обидва погодилися діяти спільно; після цього король доручив прем'єр-міністру заснувати Йорданський університет. У тексті королівського указу зазначено:

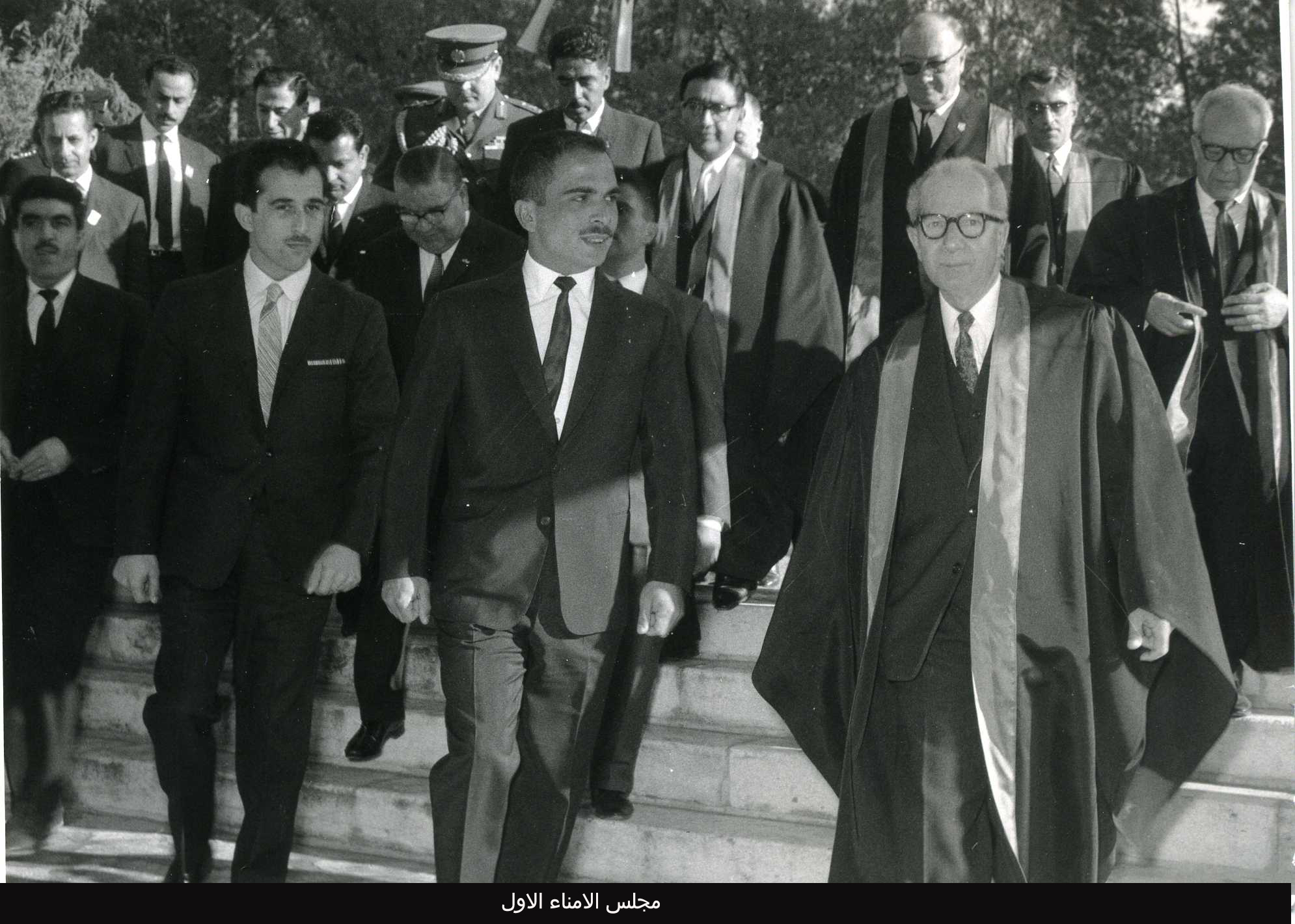
Під час заснування університету король Хусейн бін Талал у супроводі принца Мухаммеда, президента університету, членів опікунської ради та прем'єр-міністра Васфі аль-Тала оглянув приміщення

На церемонії відкриття університету король Хусейн бін Талал у супроводі свого конвою, принца Гасана бін Талала та прем'єр-міністра Йорданії Васфі аль-Тала прибув до університету. Їх тепло вітали президент університету Насір ад-Дін аль-Асад, голова опікунської ради Самір Аль-Ріфаї та інші члени Опікунської ради.

Під час церемонії, що відбулася 17 квітня 1965 року, королю Хусейну вручено перший ступінь університету — почесний доктор. Після цього король виголосив в аудиторії університету мотиваійну промову:
З палкими і вірними словами я з гордістю проголошую від імені об’єднаної йорданської родини заснування університету Йорданії в нашій улюбленій країні другого дня вересня 1962 року. Сьогодні я стою тут, вдячний Богові, свідком радісного святкування заснування нашого улюбленого університету. Мені дуже приємно тримати його сертифікат, мантію та значок. Сердечно дякую Всевишньому, сила якого не має меж.
Оригінальний текст (англ.)
With fervent and faithful words, I proudly declare, on behalf of the unified Jordanian family, the establishment of the University of Jordan in our beloved country on the second day of September 1962. Today, I stand here, grateful to God, witnessing the joyous celebration of the inauguration of our beloved university. It brings me great joy to hold its certificate, robe, and badge. I offer my heartfelt gratitude to the Almighty, whose power knows no bounds.
25 грудня 1965 року в Йорданському університеті розпочався перший день навчання. Спочатку університет працював у трьох скромних будівлях, мав бюджетом 50 тисяч динарів і колектив із восьми викладачів, а також декількох іноземних професорів. Серед них були Насір ад-Дін аль-Асад, Абдул-Карім Гарайбех, Фахер Акель (Fakher Aqel), Шавкі Дайф і Хашим Ягі (Hashim Yaghi). Спочатку університет мав один факультет — факультет мистецтв, із загальною кількістю студентів 167 осіб, з них 17 студенток.
У роки становлення адміністрація університету активно працювала над розвитком інфраструктури закладу. Швидко створено додаткові факультети, зокрема факультет природничих наук і факультетом економіки та торгівлі, які урочисто відкрито 1965 року.
Університет Йорданії, який наприкінці 1962 року йорданські ЗМІ назвали «Материнським університетом», став першим університетом, заснованим у країні. В Університеті Йорданії виникли кілька піонерських ініціатив, що зміцнило його статус першопрохідця в регіоні. Театр Саміра Аль-Ріфаї в університеті став стартовим майданчиком для першого йорданського театру. Крім того, кафедра соціології очолила створення першого проєкту йорданської громади. Крім того, університет запровадив першу в арабському світі систему кредитних годин. У перші роки Університет Йорданії представляв унікальний арабський досвід. Спочатку визнаний державним університетом, він діяв незалежно від уряду, виділяючись, як національний заклад, який був науково, фінансово та адміністративно автономним.

## Навчання

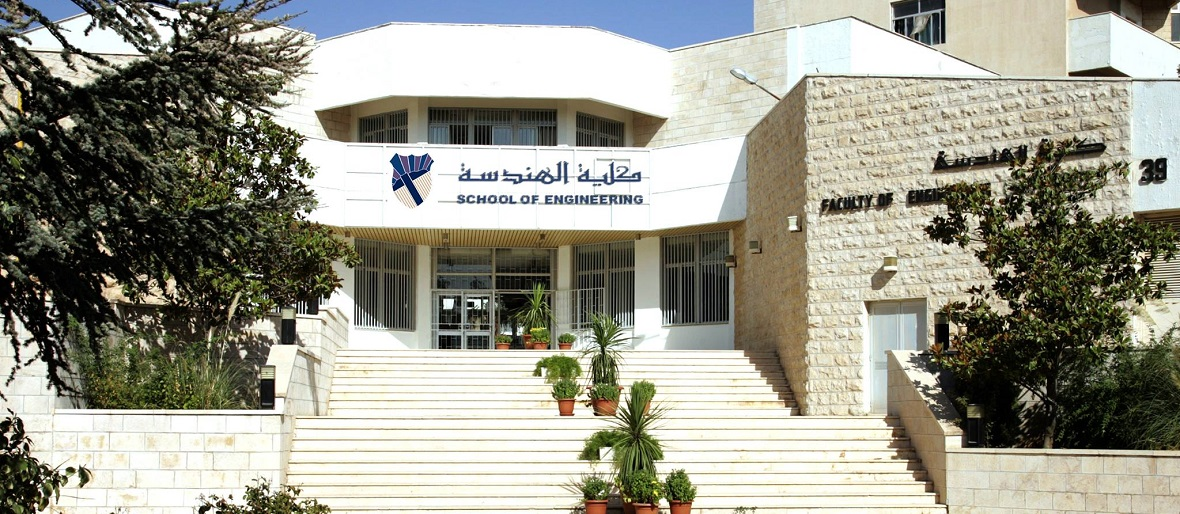
Будівля Інженерної школи Йорданського університету

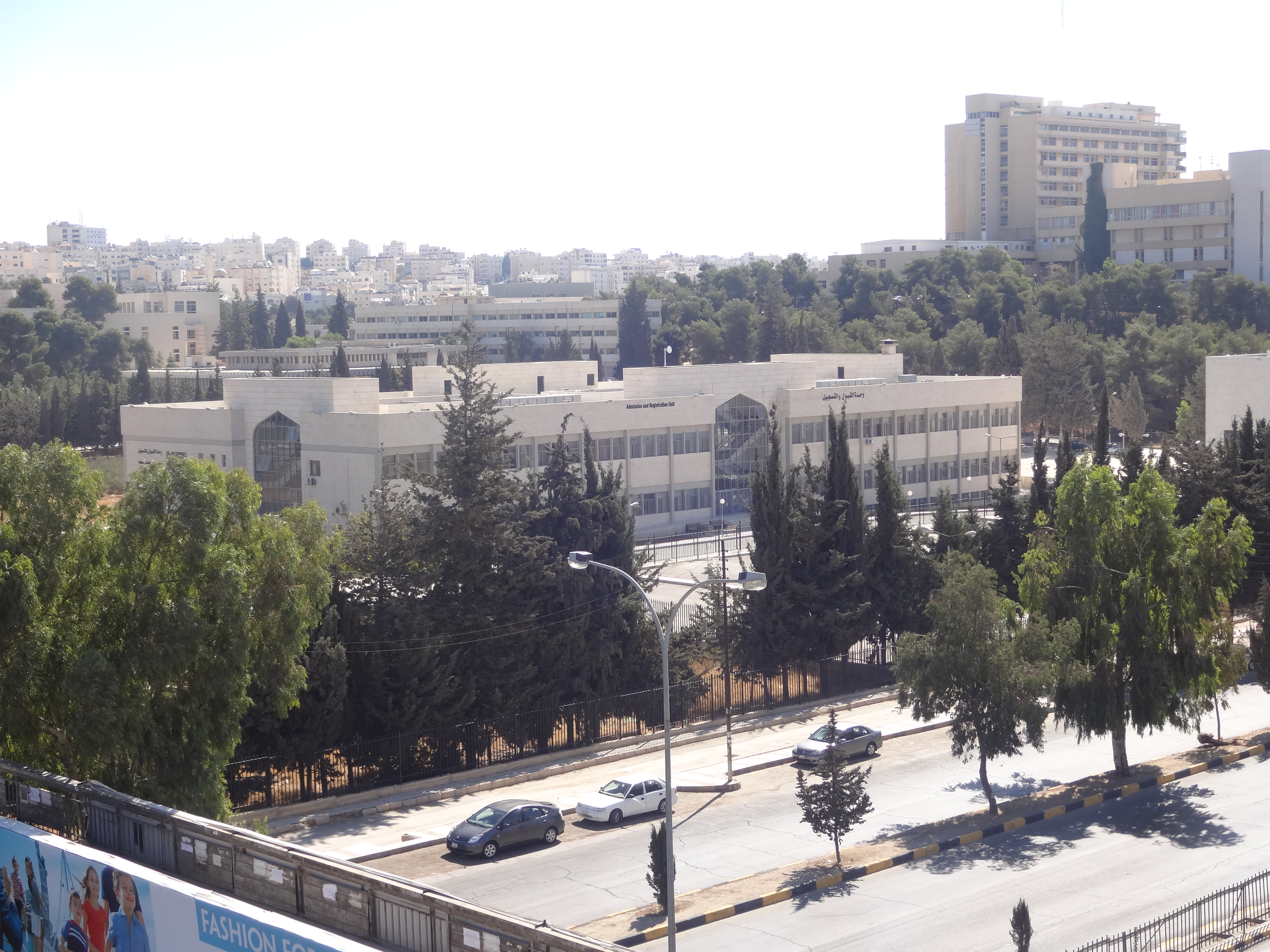
Приймальний відділ університету

Університет пропонує програми бакалаврату та аспірантури. Заклад має 78 програм бакалаврату та 143 програми післядипломної освіти, які поділяються на 109 магістерських і 34 докторських ступенів. Факультети поділяються на три групи: наукові, гуманітарні та медичні.

### Факультети
Університет включає такі факультети:

#### Наукові факультети
Є чотири наукові факультети:
- Наукова школа (School of Science)

- Сільськогосподарська школа (School of Agriculture)

- Інженерна школа (School of Engineering)

- Школа інформаційних технологій імені короля Абдалли II (King Abdullah II School for Information Technology)

Ці факультети включають 22 кафедри, такі як кафедра фізики в науковій школі та кафедра електротехніки в інженерній школі. Заснований 1975 року факультет інженерії нині є найбільшим факультетом в Університеті Йорданії; станом на 2021 рік усі його кафедри акредитовано ABET: хімічної інженерії, цивільної інженерії, комп'ютерної інженеріії, електротехніки, промислової інженерії, машинобудування та інженерії мехатроніки.

#### Гуманітарні факультети
- Школа мистецтв (School of Arts)
- Школа бізнесу (School of Business)
- Школа шаріату (School of Sharia)
- Школа педагогічних наук (School of Educational Sciences)
- Школа права (School of Law)
- Школа фізкультури (School of Physical Education)
- Школа мистецтв і дизайну (School of Arts and Design)
- Школа міжнародних досліджень (School of International Studies)
- Школа іноземних мов (School of Foreign languages)
- Школа археології та туризму (School of Archaeology and Tourism)

#### Медичні факультети
- Школа медсестер (School of Nursing)
- Школа медицини (School of Medicine)
- Школа фармації (School of Pharmacy)
- Школа стоматології (School of Dentistry)
- Школа реабілітації (School of Rehabilitation Sciences)

## Центри та інститути
Інститути :
- Інститут археології
- Міжнародний інститут викладання арабської мови носіям інших мов
- Інститут соціальної роботи
- Сільськогосподарський інститут підвищення кваліфікації та наукових досліджень
- Інститут вивчення ісламу в сучасному світі

Центри:
- Центр досліджень фотоніки
- Мовний центр Університету Йорданії

Спрямований на те, щоб викладання курсів арабської мови як іноземної.
- Йорданська академія арабської мови[en]

Одна з 10 академій у світі, які регулюють арабську мову та літературу. Академію відносять до найкращих у світі центрів арабської мови та арабської літератури. Основним виданням академії є журнал, що виходить раз на два роки, «The Journal of Jordan Academy of Arabic» (ISSN 0258-1094), а також багато словників та інших видань.
- Ісламський культурний центр

Заснований 1982 році, він надає підтримку дослідникам ісламознавства, а також організовує курси та семінари для дослідників ісламської історії та літератури.
- Центр документів і рукописів

Засновано 1972 році для сприяння вивченню арабської та ісламської спадщини, а також для забезпечення дослідників першоджерелами. Бібліотека центру має 31 000 рукописів.
- Науково-дослідний центр води та довкілля

Мета створення центру — дослідження в галузі водного господарства та довкілля на регіональному та міжнародному рівнях.
- Деканат наукових досліджень та аспірантура (Deanship of Research and Graduate Studies)[33]

Університет Йорданії запустив свою першу аспірантуру в 1968/69 роках. Це була магістерська програма з управління освітою. Факультет співпрацює з:
1. Йорданським інститутом медіа[en], який пропонує однорічний практичний ступінь магістра.
2. Національним центром діабету, ендокринології та генетики, який пропонує ступінь магістра та високий диплом.

- Центр стратегічних досліджень Йорданії

Створено 1998 року з метою проведення політичних та економічних досліджень на національному та регіональному рівнях. Центр також проводить опитування з високою точністю. Іноді проводить дослідження для Aljazeera.

## Лікарня Йорданського університету

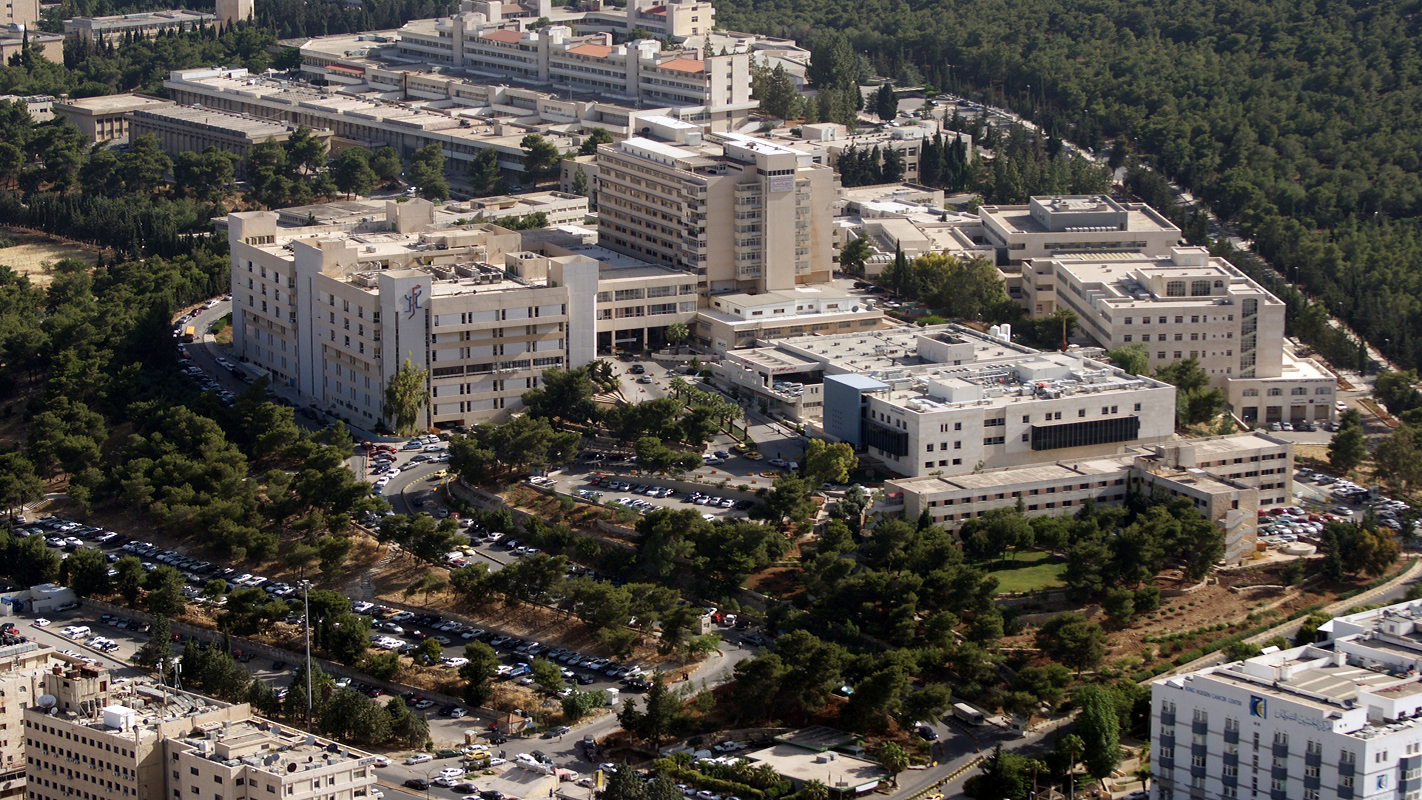
Будівля лікарні Йорданського університету

Лікарню Йорданського університету засновано 1973 року, і об'єднано з університетом 1976 року. Це одна з найрозвиненіших лікарень Йорданії. Акредитована багатьма організаціями, зокрема JCI та HACCP. Також пов'язана з онкологічним центром короля Хусейна, який був першим онкологічним центром за межами США, який, у листопаді 2007 року, отримав акредитацію JCI Disease Specific Certification (DSC).

## Бібліотека Йорданського університету

Північний бік бібліотеки

Бібліотека Йорданського університету (БЙУ), заснована 1962 року разом ним, є важливим академічним ресурсним центром Амману. Охоплюючи понад 12 000 м2 та 4000 м2 читальних залів на різних університетських факультетах і наукових центрах, вона підтримує різноманітну академічну спільноту. Колекція бібліотеки нараховує понад 1 млн одиниць друкованих та електронних ресурсів. БЙУ стала другою публічною бібліотекою в Йорданії після Центральної бібліотеки, заснованої 1960 року. Складається з трьох основних відділів — технічного, бібліотечного та інформаційного. Колекції БЙУ включають важливі історичні документи, архіви, парламентські протоколи, архіви газет, починаючи від 1870 року, а також спеціальні записи шаріатських судів Єрусалиму та Мамелюцького султанату. Крім того, бібліотека слугує депозитарним центром для документів ООН і міжнародних організацій. У вересні 2018 року в бібліотеці урочисто відкрито Американський куточок, який розширив культурні та освітні ресурси. БЙУ доступна 90 годин на тиждень, обслуговуючи щодня в середньому 11 000 користувачів, і надає спеціалізовані засоби для студентів з вадами зору. Від 1986 року бібліотека є сховищем тез і дисертацій арабських університетів, акредитованих Асоціацією арабських університетів. Інтегруючи сучасні технологічні рішення, БЙУ пропонує систему онлайн-каталогів (Horizon) і різноманітні послуги цифрового доступу, підкреслюючи свою роль ключового сховища як національних, так і міжнародних історичних записів і центру академічної майстерності.

## Наукові дослідження

### Наукові колекції

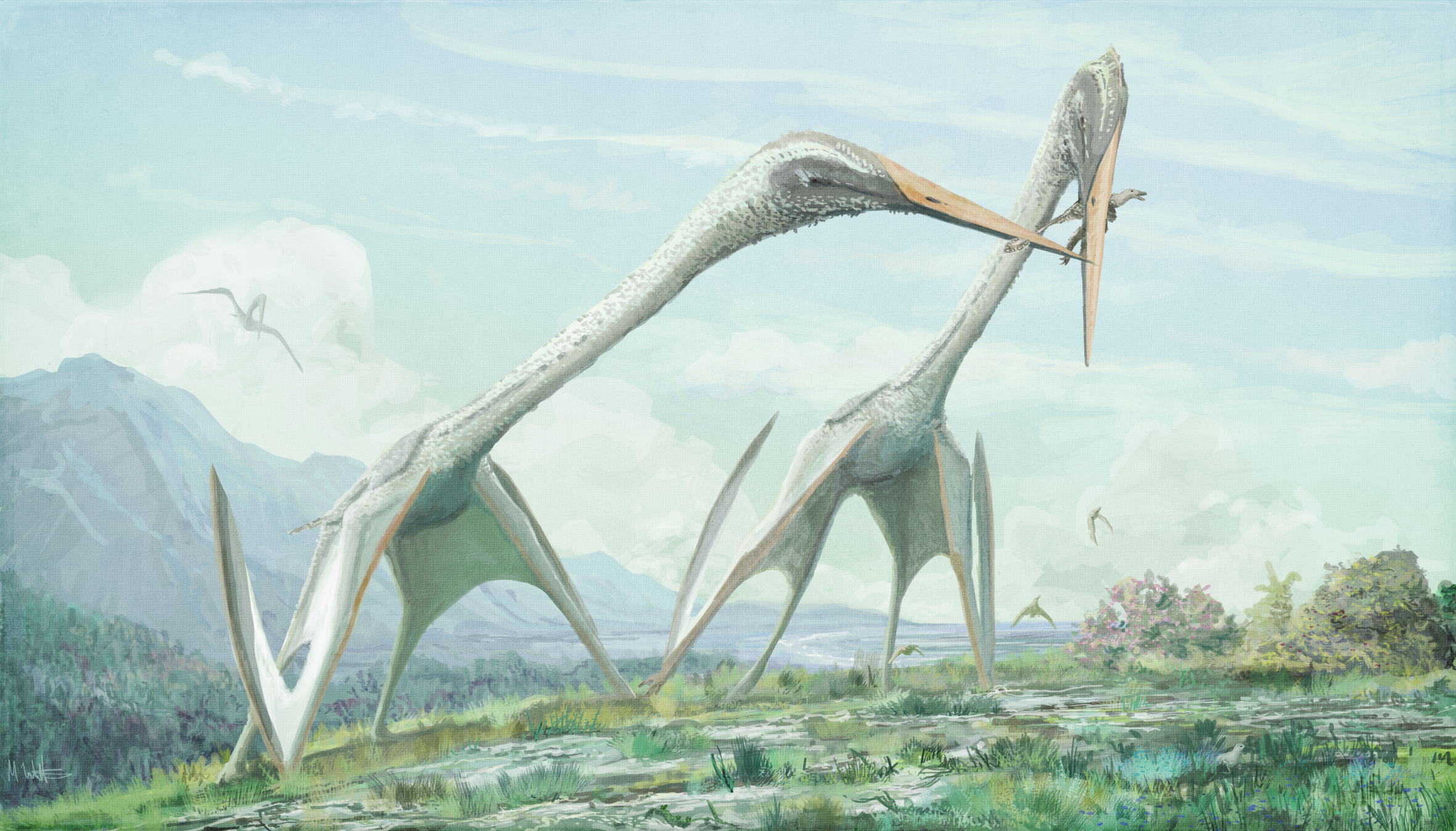
Єдині в світі викопні кістки птерозавра Arambourgiania (виявленого в Ер-Руссайфі 1943 року) зберігаються в Йорданському університеті

Дослідницькі об'єкти університету містять колекції історичних документів і рукописів, а також цінні скам'янілості, серед яких єдині в світі виявлені скам'янілі кістки Arambourgiania.

### Jordan University Press

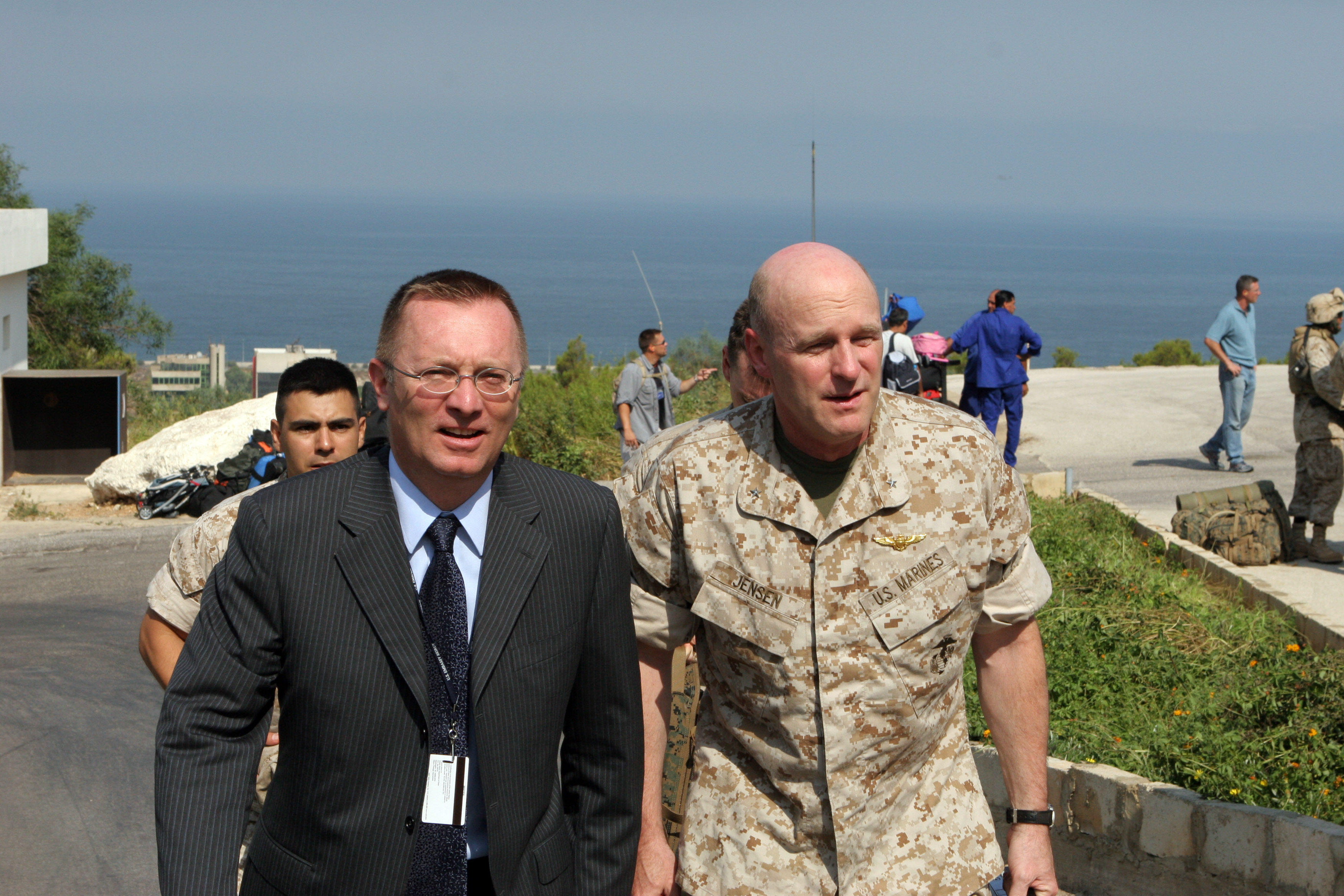
Джеффрі Фелтман, американський дипломат

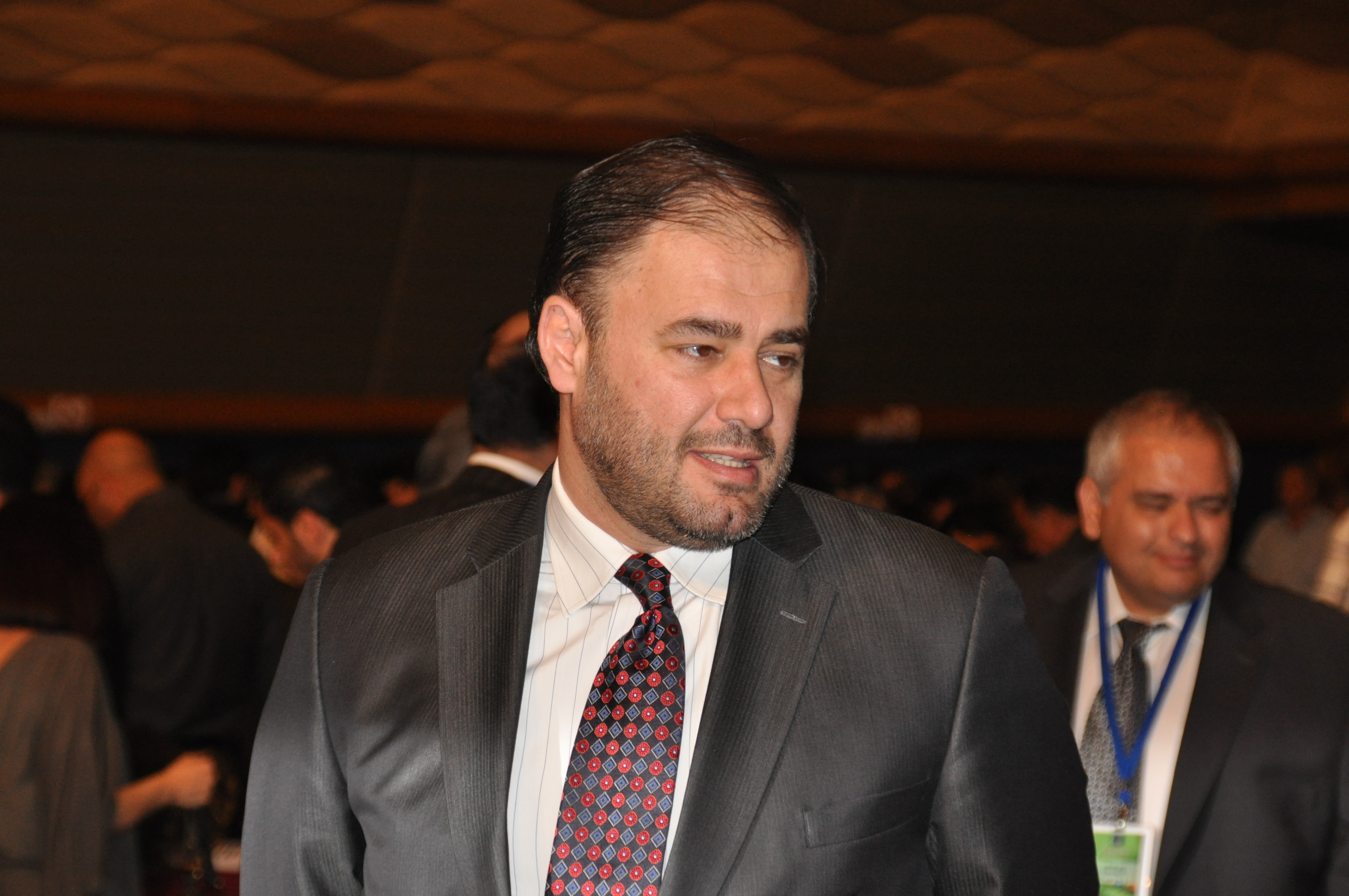
Вада Ханфар, колишній генеральний директор Al Jazeera

За даними журналу Nature, Йорданія має найбільшу кількість дослідників на мільйон людей в арабському світі і 30-ту в світі. З метою сприяння науковим дослідженням Міністерство вищої освіти та наукових досліджень Йорданії на початку 1990-х років співпрацювало з Деканатом академічних досліджень Університету Йорданії щодо випуску кількох міжнародних рецензованих наукових журналів за найвищими стандартами з прикладних і соціальних наук, а також із медицини та фармації. Ці журнали:
- Jordan Medical Journal (ISSN 0446-9283) — реферований журнал з досліджень у галузі медицини та молекулярної біології.[43]
- Jordan Journal of Pharmaceutical Sciences (ISSN 1995-7157)
- Jordan Journal of Business Administration
- Jordan Journal of Social Sciences
- Jordan Journal for History and Archaeology
- Jordan Journal of Agricultural Sciences

Преса Університету Йорданії випускає міжнародно рецензовану серію журналів Dirasat Journal та ще кілька журналів з арабської літератури, історії арабського й Близького Сходу та регіональної культури:
- Aqlam Jadidah — журнал переважно про арабську літературу[44]
- The Cultural Journal — щоквартальний[45] журнал арабською мовою, заснований 1983 року.
- Серія Dirasat Journal:
  - Agricultural Sciences (ISSN 1026-3764)[46]
  - Human and Social Sciences (ISSN 1026-3721)[47]
  - Administrative Sciences (ISSN 1026-373X)[48]
  - Educational Sciences (ISSN 1026-3713)[49]
  - Engineering Sciences (ISSN 1026-3764)[50]
  - Shari'a and Law Sciences (ISSN 1026-3748)[51]
  - Pure Sciences (ISSN 1560-456X)[52]

### Рейтинги
Університет Йорданії має найвищі бали вступу на більшість спеціальностей у країні. Відповідно до Вебометричного рейтингу університетів світу за 2021 рік, він мав найвищий рейтинг у Йорданії та 11-й в арабському світі.
2022 року QS поставив університет на 591—600 місце у світі з рейтингом 5 зірок, 101—450 за предметним рейтингом, 10 в арабському світі та 301—500 за працевлаштуванням випускників у всьому світі. Того ж року журнал Times Higher Education поставив університет у діапазон 801—1000 у всьому світі, 179-е місце БРІКС і країнах з економікою, що розвивається, 250—300 місце в рейтингу університетів Азії та 22-е місце в рейтингу арабських університетів 2021.
2022 року Йорданський університет займав 701—800 позицію в Шанхайському академічному рейтингу університетів світу та 151—500 позицію за різними предметними рейтингами.

## Міжнародні зв'язки та угоди

### Двосторонні угоди
Університет Йорданії має сотні угод здебільшого щодо програм обміну студентами, з яких 16 угод укладено з університетами США, такими, як Університет Вандербільта та Мюррейський державний університет.

### Членство
- Міжнародна асоціація університетів
- Федерація університетів ісламського світу[en]
- Союз середземноморських університетів
- Асоціація арабських університетів[en]

## Студенти
Студентська спілка Йорданського університету об'єднує студентів університету.
Статут студентської спілки зазнав, від часу її заснування, кількох переглядів і серйозних змін. Останню його версію, яку написав комітет у складі студентів (Гамдун Хатіб, Малек Халайле, Халед Ґабба, Ясмін АбуТалеб, Іссам Хурі) та викладачів (доктор Алі Махафза, доктор Алі Бадран, доктор Алі Сава), уведено в дію 2008 року.

## Випускники

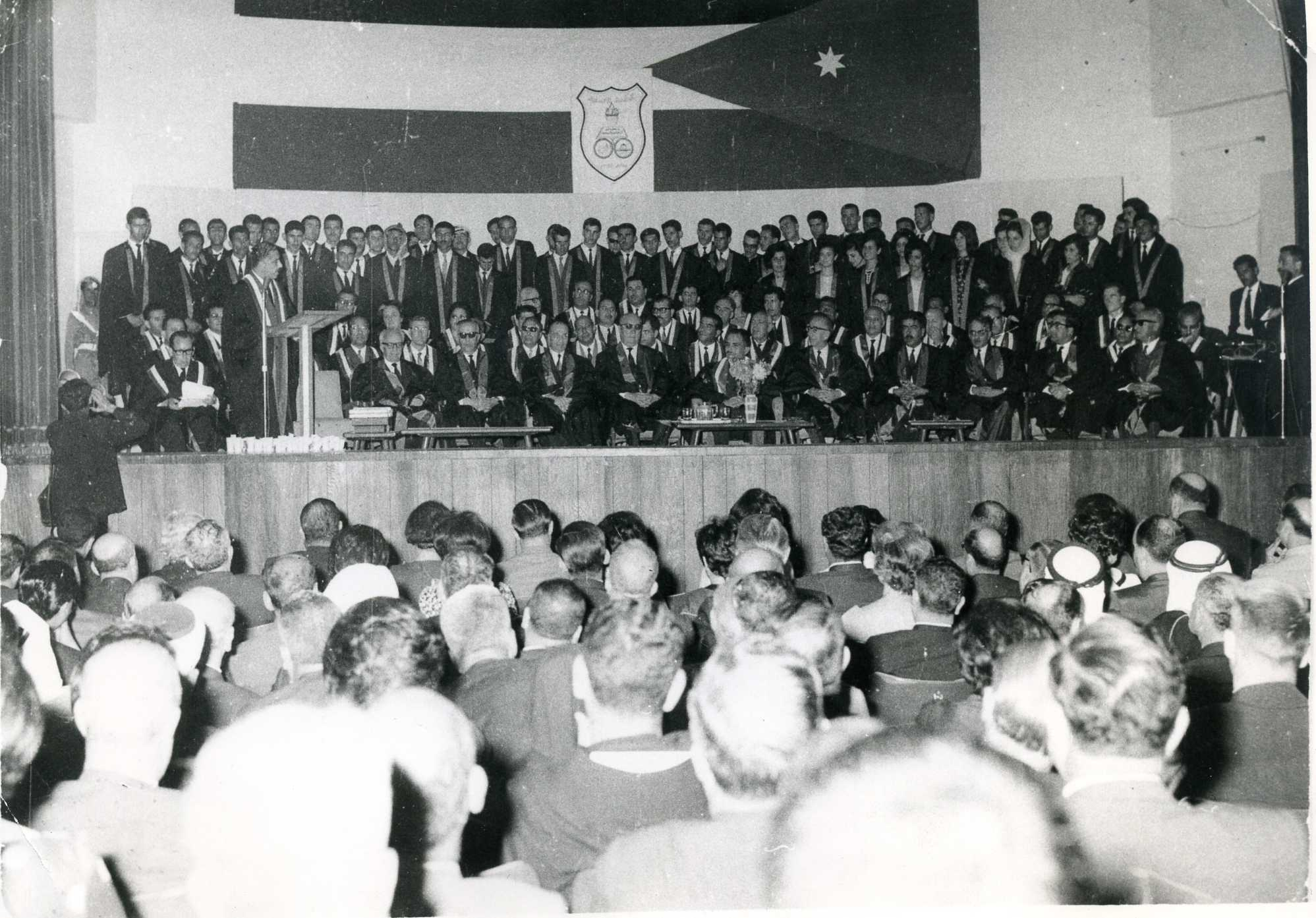
Перша група випускників Йорданського університету, 1966 р. Присутні король Хусейн бін Талал (посередині), прем'єр-міністр Васфі Тал (за трибуною) та викладачі університету.

Випускники займали посади в багатьох галузях у різних країнах: в уряді, науці, бізнесі, літературі, армії тощо. Деякі відомі випускники:
- Мага Алі[en], міністерка промисловості, торгівлі та постачання Йорданії
- Афроз Ахмад[en], державний службовець Індії
- Саїф Атут, засновник DigiZag
- Сіма Самі Бахус (нар.1956), йорданська виконавча директорка ООН-Жінки
- Ейд Дахіят[en], колишній міністр освіти Йорданського Хашимітського Королівства .
- Джеффрі Фелтман[en], помічник держсекретаря США у справах Близького Сходу[en].
- Рамі Гамдалла[en], колишній прем'єр-міністр Палестини
- Вада Ханфар[en], колишній генеральний директор медіа-мережі Al Jazeera[en].
- Малік Даглан[en], професор міжнародного права та публічної політики Лондонського університету королеви Марії, міжнародний голова Асоціації юридичних шкіл Гарвардського університету, президент Інституту курайшів з права та політики[en]
- Зу'бі М.Ф. Аль-Зу'бі[en], директор із розвитку Сіднейського університету (Австралія) та співробітник Академії вищої освіти (Велика Британія).
- Егаб Аль Шигабі[en], йордансько-американський виконавчий директор з міжнародних операцій Al Jazeera Media Network.
- Салех Алі Аль-Харабше[en], міністр енергетики та мінеральних ресурсів Йорданії
- Юсеф Аль-Абед[en], хімік, професор Інституту медичних досліджень Фейнштейна[en]
- Зулайха Абу Ріша[en], письменниця та активістка
- Нура Аль Саад[en], письменниця
- Джаліл Тариф[en], економіст[61]
- Алаа Варді[en], саудівський музикант і художник
- Хошияр Зебарі, міністр закордонних справ Іраку
- Ахмад Зіадат[en], міністр юстиції[en] Йорданії